# Hostilia carinata
Hostilia carinata är en kackerlacksart som beskrevs av Henri Saussure 1873. Hostilia carinata ingår i släktet Hostilia och familjen jättekackerlackor. Inga underarter finns listade i Catalogue of Life.